# DNA – Die Insel des Dr. Moreau
DNA – Die Insel des Dr. Moreau (deutscher Alternativtitel: DNA – Experiment des Wahnsinns), eine Verfilmung des Romans Die Insel des Dr. Moreau von H. G. Wells, entstand 1996 unter Regie von John Frankenheimer. Der Film startete am 14. November 1996 in den deutschen Kinos.
Die schwierigen Drehbedingungen wurden 2014 in der Dokumentation Lost Soul: The Doomed Journey of Richard Stanley's Island of Dr. Moreau thematisiert.

## Handlung
Nachdem sein Flugzeug im Jahr 2010 über dem südlichen Teil des Pazifischen Ozeans abgestürzt ist, treibt Edward Douglas mit zwei weiteren Überlebenden einige Tage lang auf dem Meer umher. Bald schon eskaliert der Streit der Männer, als das Wasser knapp wird. Edward versucht sich zunächst aus dem Kampf der beiden auf ihn wie Bestien oder wilde Tiere wirkenden Männer herauszuhalten, ist aber schließlich gezwungen, selbst zum Mörder zu werden, um sein Überleben zu sichern. Stark dehydriert und dem Tode nahe wird er bald darauf von einem Segelschiff aufgegriffen und dort von Montgomery, der sich ihm als eine Art Tierarzt vorstellt, versorgt. Das Schiff enthält eine Ladung exotischer Tiere und befindet sich auf dem Weg zur Insel eines gewissen Dr. Moreau.
Da das Schiff über keinerlei Funk verfügt, verspricht Montgomery, dass Edward vom Kapitän nach Timur mitgenommen werden könne, sobald sie die Insel erreicht hätten. Dort angekommen, fordert Montgomery Edward jedoch auf, mit ihm zu kommen und den Funk der Insel zu nutzen. Edward entschließt sich widerwillig, Montgomery zu folgen.
Dieser sperrt eine Ladung weiße Kaninchen in einen Käfig. Eines der Tiere entkommt in den Dschungel, einem weiteren bricht Montgomery plötzlich das Genick, um es Edward als Essen anzubieten. Dabei erklärt er, dass Dr. Moreau für gewöhnlich nicht wolle, dass jemand auf der Insel Fleisch esse, für seinen "Gast" aber wohl eine Ausnahme machen werde.
Montgomery führt Edward zum Haupthaus, ermahnt ihn jedoch, nicht umherzuwandern. Während Edward auf Montgomerys Rückkehr wartet, begegnet er Aissa, einer schönen, jungen Frau, die sich ihm als Moreaus Tochter vorstellt. Als Aissa jedoch Montgomery bemerkt, der ihr Gespräch stumm beobachtet, läuft sie davon. Während Montgomery Edward zu seinem Quartier führt, unterhalten sich die beiden über den mysteriösen Inselbesitzer: Moreau war ein angesehener Wissenschaftler in den USA, verschwand jedoch spurlos, nachdem er mit seinen obsessiven Forschungen an Tieren Aktivisten auf den Plan rief. Edward, zunehmend misstrauischer gegenüber seinem Lebensretter, wird von Montgomery kurzerhand in sein Zimmer eingeschlossen. In der Nacht gelingt es Edward schließlich, das Schloss zu knacken und er beginnt, die Insel zu durchstreifen.
Mysteriösen Schreien folgend, gelangt er in ein Labor und wird dort Zeuge der Geburt eines Mutantenwesens. Edward wird entdeckt und flieht in den Wald. Dort stößt er auf Aissa, die ihn in ein Dorf von Mutantenwesen, Mischungen aus Mensch und verschiedenen Tieren, führt. Auf ihrer Flucht stoßen sie u. a. auf den Kadaver des entflohenen Kaninchens und einen Großkatzen-Hybrid namens Lo-Mai, der das Tier offenbar gerissen hat. Aissa und ein weiterer Hybrid namens Assassemun bringen Edward zum sogenannten Verkünder des Gesetzes, einem blinden Mischwesen, das als Prediger auftritt und unter den Hybriden die Botschaft verbreitet, dass sie keine Tiere, sondern Menschen seien und dementsprechend dem Gesetz des "Vaters" unterliegen.
Der "Vater" ist – wie sich herausstellt – niemand geringeres als Dr. Moreau selbst, der die Mutanten in seinen dubiosen Experimenten erschaffen hat und alsbald im Dorf auftaucht, wo die Dorfbewohner Edward an ihn ausliefern. Als die Hybriden nicht sofort gehorchen, macht Moreau Gebrauch von einer Fernbedienung, die er an einer langen, weißen Halskette trägt. Über diese Fernbedienung lassen sich Sender in den Körpern der Mutanten betätigen, die dafür sorgen, dass sie Hybridwesen unter Elektroschocks schmerzerfüllt zu Boden sinken und dadurch wieder "gefügig" werden. Edward, Zeuge von Moreaus Gewalttat, fleht diesen an, damit aufzuhören und begleitet den Doktor schließlich wieder zurück ins Haupthaus. Dort lernt er weitere von Moreaus "Kindern" kennen, Azazello und M'Ling. Moreau erläutert Edward seine Experimente: Er kreuzt menschliche DNA mit denen von Tieren, um so den perfekten Menschen erschaffen – einen Menschen, der frei ist von jeglicher Form von Grausamkeit oder Bosheit und keinerlei aggressive Natur mehr besitzt. Noch, so informiert Moreau Edward, sei ihm der Durchbruch nicht gelungen, doch stehe er kurz davor, sein Ziel zu erreichen. Edward – angewidert von Moreau und seinen Mutanten – erklärt Moreau kurzerhand für verrückt. Als Azazello kurz darauf mit dem Essen erscheint – dem gebratenen Kaninchen, das Montgomery getötet hat – reagiert Moreau wütend und angeekelt, da er Töten verabscheut. Als er von dem gerissenen Kaninchen im Dschungel erfährt, erklärt Moreau, dass es morgen zu einer Verhandlung kommen werde, bei der der Schuldige gestellt und bestraft werden soll. In der Nacht versucht Edward, von der Insel zu fliehen, wird jedoch von rattenartigen Wesen angefallen und gehindert.
Wie Moreau versprochen hat, wird der schuldige Mutant Lo-Mai Moreau am kommenden Tag als Schuldiger ausgeliefert. Lo-Mai wendet sich hilfesuchend an seinen "Vater", wird jedoch – gerade, als ihm dieser vergeben will – von Azazello erschossen. Moreau ist außer sich. Lo-Mais Leiche wird verbrannt. Als ein weiterer Mutant namens Hyänenschwein, ein Freund Lo-Mais, dessen Überreste anschließend begraben will und dabei den Elektrochip findet, den jeder Hybrid unter seiner Haut trägt, ertastet und entfernt er den eigenen, um so nie mehr Schmerzen von seinem "Vater" erfahren zu können. Edward erfährt währenddessen, dass nicht nur der Chip, sondern auch ein Serum, welches den Mutanten regelmäßig verabreicht wird, dafür sorgt, dass diese nicht wieder in ihre tierische Natur zurückfallen. Als sich Hyänenschwein weigert, seine Dosis an Serum abzuholen und Montgomery stattdessen den entfernten Elektrochip zeigt, ehe es dann in den Dschungel rennt, wird deutlich, dass die Lage auf der Insel allmählich außer Kontrolle gerät.
Während die Insel nach dem Hyänenschwein und dessen – nun ebenfalls von den Chips befreiten – Gehilfen abgesucht wird, versucht Edward, mithilfe des Inselfunks Kontakt zur Außenwelt herzustellen, was jedoch von Montgomery vereitelt wird. Auch Aissas Situation spitzt sich zu, als sie bemerkt, dass das Serum nicht richtig anschlägt und ihre Rückentwicklung zur Katze immer deutlicher wird.
In der Nacht verschaffen sich Hyänenschwein und seine Anhänger Zutritt zu Moreaus Haus und konfrontieren ihren "Vater". Verärgert über ihr Dasein als Hybride – weder ganz Mensch noch ganz Tier – und die Tatsache, dass Moreau versucht, die aufgebrachten Mutanten zu schocken, verkündet Hyänenschwein, dass er nun das Gesetz sei, stürzt sie sich auf Moreau und tötet ihn. Während Moreaus Leiche verbrannt wird und Aissa und M'Ling um ihn trauern, stiehlt Azazello Montgomerys Pistole und schließt sich Hyänenschweins Bande an. Aissa offenbart Edward ihre wahre Hybridnatur und bittet ihn, das Serum aus dem Labor zu holen, um so ihre Rückverwandlung doch noch aufzuhalten. Im Labor angekommen, muss Edward jedoch feststellen, dass Montgomery den Verstand verloren und das Serum vernichtet hat. Des Weiteren stößt er auf verschiedene Reagenzgläser mit seinem Namen drauf und begreift alsbald, dass Moreau plante, ihn zu töten und damit Aissas Rückentwicklung zur Katze dauerhaft aufzuhalten. Vollgepumpt mit Alkohol und Drogen erscheint Montgomery währenddessen in Moreaus Kleidung im Mutantendorf, wo sich als eine Art Reinkarnation des "Vaters" feiern lässt und Substanzen aus dem Labor in die Menge wirft, woraufhin die Mutanten vollkommen außer Kontrolle geraten. Azazello, der Hyänenschwein und dessen Verbündeten mittlerweile Zutritt zur Waffenkammer verschafft hat, erscheint im Dorf und erschießt Montgomery. Während Hyänenschwein mit seinen Leuten über die Insel zieht und alles zerstört, finden Aissa und Edward im Dorf nur noch Montgomerys Leiche. Sie werden von Azazello überrascht, der mit seinen Mannen Aissa angreift. Es wird deutlich, dass er sich Aissa gegenüber stets zurückgesetzt gefühlt hat und nun Rache an ihr nehmen will.
Aissa wehrt sich erbittert, während Edward von den übrigen Mutanten festgehalten wird. Fassungslos muss er mitansehen, wie Azazello Aissa erhängt. Er selbst wird anschließend vom triumphierenden Azazello zu Hyänenschwein gebracht. Hyänenschwein eröffnet jedoch das Feuer auf Azazello und erschießt ihn kurzerhand, da er nun keinerlei Verwendung mehr für ihn hat.
Hyänenschwein wendet sich nun an Edward, der den außer Kontrolle geratenen Mutanten jedoch davon überzeugen kann, sich als "Gott Nummer Eins" zu beweisen, indem er seine Anhänger, die ihm bei der Ermordung Moreaus geholfen haben, niederstreckt. Es entbrennt ein wildes Schussgefecht, in dem Hyänenschwein schwer verletzt und viele Mutanten getötet werden. Während das verwundete Hyänenschwein in das brennende Herrenhaus flieht und dort in den Flammen umkommt, schafft es Edward, sich zu befreien und flieht. Am nächsten Morgen plant Edward, die Insel zu verlassen. Der friedliche Mutant Assassemun möchte Edward zum Bleiben bewegen, dieser verspricht ihm, dass er wiederkehren werde, um Forscher mitzubringen, die ihnen helfen können. Der Verkünder des Gesetzes, welcher ebenfalls am Ufer steht, erklärt Edward jedoch, dass sie an keinerlei Forschungen an ihnen mehr interessiert sind. Vielleicht, so schließt der Verkünder, sei es doch nicht besser, wenn die Hybriden zu ihrer wahren Natur zurückkehren würden. Edward lässt die beiden Mutanten am Ufer zurück und fährt aufs offene Meer hinaus. Während er in einem Schlussmonolog aus dem Off erklärt, dass er sich fürchte, vor dem was ihn nun erwarte, werden Bilder von Schlägereien, Angriffen und Tumulten gezeigt, die die Parallele zwischen der wilden Natur von Moreaus Kreaturen und der wahren triebhaften und aggressiven Natur des Menschen deutlich machen.

## Besetzung
- Marlon Brando als Doktor Moreau, ein größenwahnsinnig gewordener Wissenschaftler mit Gottkomplex, der auf einer Insel im Pazifik Mensch-Tier-Hybriden erschafft und plant, den perfekten Menschen zu kreieren
- Val Kilmer als Doktor Montgomery, ein ehemaliger Neurochirurg, der seit zehn Jahren für Moreau arbeitet und im Laufe des Films ebenfalls den Verstand verliert
- David Thewlis als Edward Douglas, ein UN-Agent, der infolge eines Flugzeugabsturzes auf Doktor Moreaus Insel landet und dort ebenfalls Teil der amoralischen Experimente des Doktors werden soll
- Fairuza Balk als Aissa, eine junge Frau und Doktor Moreaus "Tochter", die in Wahrheit ein Katzen-Mensch-Hybrid ist, was ihr Aussehen jedoch zunächst nicht erahnen lässt
- Daniel Rigney als Hyänenschwein, eine mordlustige Kreuzung aus Mensch, Schwein und Hyäne, der im Laufe der Handlung mehr und mehr an seinem "Vater", Dr. Moreau, zu zweifeln beginnt und diesen schließlich tötet
- Temuera Morrison als Azazello, ein hundeartiges Mischwesen, den Moreau als seinen "Sohn" bezeichnet, sich jedoch gegenüber Aissa zurückgesetzt fühlt und schon früh Lust an Fleisch und Gewalt zeigt
- Nelson de la Rosa als Majai, eine stumme Miniatur-Version Moreaus, die diesen meist begleitet
- Peter Elliott als Assassimon, ein zutraulicher Affen-Mutant mit fünf Fingern
- Mark Dacascos als Lo-Mai, ein Leoparden-Hybrid, der im Laufe des Films gegen das Gesetz verstößt, indem er sich zunehmend seiner tierischen Natur hingibt: So trinkt er aus einem Fluss statt aus einem Glas, läuft – wie ein Tier – auf allen Vieren und tötet und frisst ein Kaninchen
- Ron Perlman als Verkünder des Gesetzes, ein blinder Ziegen- oder Schafs-Hybrid, der als eine Art Priester auf der Insel fungiert und die Mutanten dazu anhält, sich an das Gesetz zu halten und den "Vater" (Moreau) zu achten
- Marco Hofschneider als M'Ling, Moreaus zweiter "Sohn"
- Miguel López als Waggdi
- William Hootkins als Kiril

## Unterschiede zwischen Buch und Film
- Im Buch spielt die Handlung im Jahre 1887, nicht in der modernen Zeit.
- Der Protagonist heißt im Buch mit Nachnamen Prendick, nicht Douglas.
- Ein Schiffbruch bringt Edward auf die Insel und kein Flugzeugabsturz.
- Die Figur der Aissa taucht im Buch nicht auf.
- Im Buch bedient sich Dr. Moreau der Vivisektion um die Tiere zu Monstern zu machen und wurde aus England vertrieben. Im Film bedient sich Dr. Moreau der Gentechnik und wurde aus Amerika durch die Tierschützer vertrieben.
- Im Film wird beschrieben, dass Montgomery, der Assistent Dr. Moreaus, früher Neurochirurg war.

## Kritiken
- Lexikon des internationalen Films: „Mit platten religiösen Verbrämungen versehene Neuverfilmung, die wie ein Abfallprodukt von "Planet der Affen" aussieht. In jeder Hinsicht unterstes Niveau.“[1]
- prisma schrieb, „trotz der guten Besetzung und einiger sehenswerter Effekte mangelt es dem Streifen leider an Spannung. Außerdem sorgen die plakativen Dialoge und die diffuse Regie eher für eine ärgerliche und somit überflüssige Variante eines bereits mehrfach verfilmten Romans.“[2]
- TV Spielfilm 23/1996: „John Frankenheimers Neuverfilmung von H. G. Wells' heute gar nicht mehr so utopischem Roman geht trotz "Aktualität" und einiger optischer Raffinessen unter wie ein Stein: gequälte Dialoge und eine Starbesetzung im Leistungstief.“[3]
- TV Spielfilm: „Die dritte Verfilmung des Romans ‘Die Insel des Dr. Moreau’ von H. G. Wells ist fraglos die schlechteste. Fazit: D. N. A. dämlich, nichtssagend, abartig.“[4]
- Time Out: Der Film sei ein Flickwerk von guten und schlechten Teilen.[5]

## Auszeichnungen
- Nominierungen für den Saturn Award 1997 als "Bester Science-Fiction-Film" und für das "Beste Make-Up"
- Goldene Himbeere 1997 für Marlon Brando ("Schlechtester Nebendarsteller")
- Goldene-Himbeere-Nominierung für John Frankenheimer  ("Schlechtester Regisseur")
- Goldene-Himbeere-Nominierung für Edward R. Pressman ("Schlechtester Film")
- Goldene-Himbeere-Nominierung für Val Kilmer ("Schlechtester Nebendarsteller")
- Goldene-Himbeere-Nominierung für Richard Stanley und Ron Hutchinson ("Schlechtestes Drehbuch")
- Goldene-Himbeere-Nominierung für Marlon Brando und „diesen verdammten Zwerg“ ("Schlechtestes Leinwandpaar")
- Die Deutsche Film- und Medienbewertung FBW in Wiesbaden verlieh dem Film das Prädikat wertvoll.

## Belege
1. ↑  DNA – Die Insel des Dr. Moreau. In: Lexikon des internationalen Films. Filmdienst, abgerufen am 24. August 2017.
2. ↑  DNA – Die Insel des Dr. Moreau. In: prisma. Abgerufen am 12. März 2022.
3. ↑  DNA – Die Insel des Dr. Moreau (Memento vom 11. August 2007 im Internet Archive), zitiert in Dirk Jasper FilmLexikon
4. ↑  DNA – Die Insel des Dr. Moreau. In: TV Spielfilm. Abgerufen am 12. März 2022.
5. ↑   Archivlink (Memento vom 29. September 2007 im Internet Archive)